# Zentrale Unterstützungsgruppe Zoll
Die Zentrale Unterstützungsgruppe Zoll (ZUZ) ist eine Spezialeinheit der deutschen Zollverwaltung und ist das Äquivalent zu den Spezialeinsatzkommandos der Landespolizeien und der GSG 9 der Bundespolizei.

## Auftrag
Die ZUZ ist dem Zollkriminalamt in Köln (ZKA) unterstellt und unterstützt die Zollfahndungsämter sowie gelegentlich die Polizeien der Länder, das Bundeskriminalamt oder die Bundespolizei. Sie wurde 1994 als Antwort auf die zunehmende Gewaltbereitschaft gegenüber Zollbeamten gegründet. Das Fähigkeitsprofil der ZUZ ist vergleichbar mit dem der SEKs und der GSG9 der Bundespolizei. Bis zur Gründung der ZUZ war es gängige Praxis, dass das ZKA bei Einsätzen, welche die Fähigkeiten und Ausrüstung der Zöllner überstieg, Amtshilfe durch ein Spezialeinsatzkommando der Länderpolizeien oder die der GSG 9 der Bundespolizei anforderte. Jedoch konnte in einigen Fällen die Unterstützung der oben genannten Einheiten nicht gewährleistet werden, da diese zeitlich zu stark ausgelastet waren. Seitdem kommt die ZUZ bei Einsätzen im Bereich der organisierten Kriminalität sowie bei Gewalt- und Schwerstkriminalität zum Einsatz. 
Die jährlichen Anforderungen der ZUZ liegen im dreistelligen Bereich. Dazu zählen sowohl die der ZUZ originär zugedachten Einsatzaufgaben als auch Einsätze, bei denen sie andere Sicherheitsbehörden unterstützt. 
Organisation
Neben den Einsatzgruppen verfügt die ZUZ auch über eine operative Technikgruppe. Diese kann sowohl die Zugriffseinheiten in Einsatzlagen technisch unterstützen, als auch eigenständig Ermittlungsunterstützung für die Sachbearbeitende Dienststelle leisten. Sie verfügen über modernste Ausstattung und Technik. Ihr Aufgabenspektrum umfasst unter anderem Audio- und Videotechnik, Drohnentechnik, Ortungs- und Peilungstechnik, Abhörtechnik, Öffnungstechnik uvm.
Zu der Technikgruppe können sich neben Zollbeamten ebenfalls Beamte der Landes- und Bundespolizeibehörden bewerben.

## Rekrutierung und Ausbildung
Bewerberkreis
- Bewerben können sich Beamte im Alter bis 35 Jahre.
- Grundsätzlich müssen Bewerber eine abgeschlossene Zollausbildung vorweisen - es ist jedoch auch möglich sich als Beamter einer Landes- oder Bundespolizeibehörde zu bewerben.
- Eine sehr gute Gesundheit, psychische Stabilität, Stressresistenz, hohe Lernbereitschaft und hohe körperliche Leistungsfähigkeit sind Grundvoraussetzungen.

Auswahlverfahren
Die Aufnahmeprüfung für die ZUZ dauert 14 Tage („Vorbereitungswoche“ und Prüfungswoche). Sie besteht aus einem sportlich-praktischen Teil, in dem die körperliche Leistungsfähigkeit abgeprüft wird, und einem umfangreichen psychologischen Test, der Aufschlüsse über Intelligenz, Konzentrationsfähigkeit, technisches Verständnis, räumliches Denken, Stressstabilität und Teamfähigkeit geben soll. Des Weiteren wird in einem psychologischen Gespräch geprüft, ob der Bewerber charakterlich geeignet ist. Ergänzt wird das Verfahren durch einen Klaustrophobie-, Höhen- und Reaktionstest. Zum Abschluss erfolgt ein Gespräch vor der Auswahlkommission. Zuvor muss der Bewerber jedoch eine umfangreiche Medizinische Untersuchung absolvieren, bevor er zu dem zwei Wöchigen Auswahlverfahren zugelassen wird.
Durchfallquote
Im Schnitt fallen etwa 85 % der Bewerber durch das umfangreiche Testprogramm.
Aus- und Fortbildung
An den erfolgreichen Abschluss des Eignungsauswahlverfahrens schließt sich die „Qualifizierende Fortbildung ZUZ“ an. Diese setzt sich zusammen aus der zehnwöchigen „Basisfortbildung“ und der ca. 12 Monatigen „Einführungsfortbildung SEK“.
Die Basisfortbildung dient dem gezielten körperlichen Aufbau der ZUZ-Anwärter sowie der Vermittlung grundlegender Fähigkeiten und Fertigkeiten, die für die nachfolgende Spezialfortbildung unentbehrlich sind (u. a. Klettern, Abseilen, Fast-Roping, Schießen, Einsatztraining sowie eine Härtewoche). Die Basisfortbildung schließt mit einem weiteren Test ab, dessen Bestehen Voraussetzung für die Weiterführung der Fortbildung ist. 
Die anschließende „Einführungsfortbildung SEK“ wird zum Großteil bei der Polizei in NRW durchgeführt. Der Schwerpunkt in diesem Abschnitt ist die taktische Ausbildung sowie eine Vertiefung der in der Basisfortbildung vermittelten Inhalte.
Die Eingriffstechniken, welche während der qualifizierenden Fortbildung vermittelt werden, basieren auf der Kampfkunst Wing Tsun und Jiu Jitsu.
Außerdem muss jeder erfolgreiche Bewerber einer erweiterten Sicherheitsüberprüfung nach dem Sicherheitsüberprüfungsgesetz zustimmen. 
Allgemeines
Das Anforderungsprofil für Aspiranten ist dem der GSG 9 oder eines SEKs vergleichbar. Abweichend hiervon muss der Bewerber nicht bereits zum Zeitpunkt der Bewerbung Waffenträger sein. Die Schießausbildung findet während der Basisfortbildung statt. Das Anforderungsprofil ist für Männer und Frauen identisch.
Bereits während der Ausbildung haben Anwärter der ZUZ Anspruch auf eine Polizeizulage und eine Erschwerniszulage gemäß der Bundesbesoldung.

## Ausrüstung

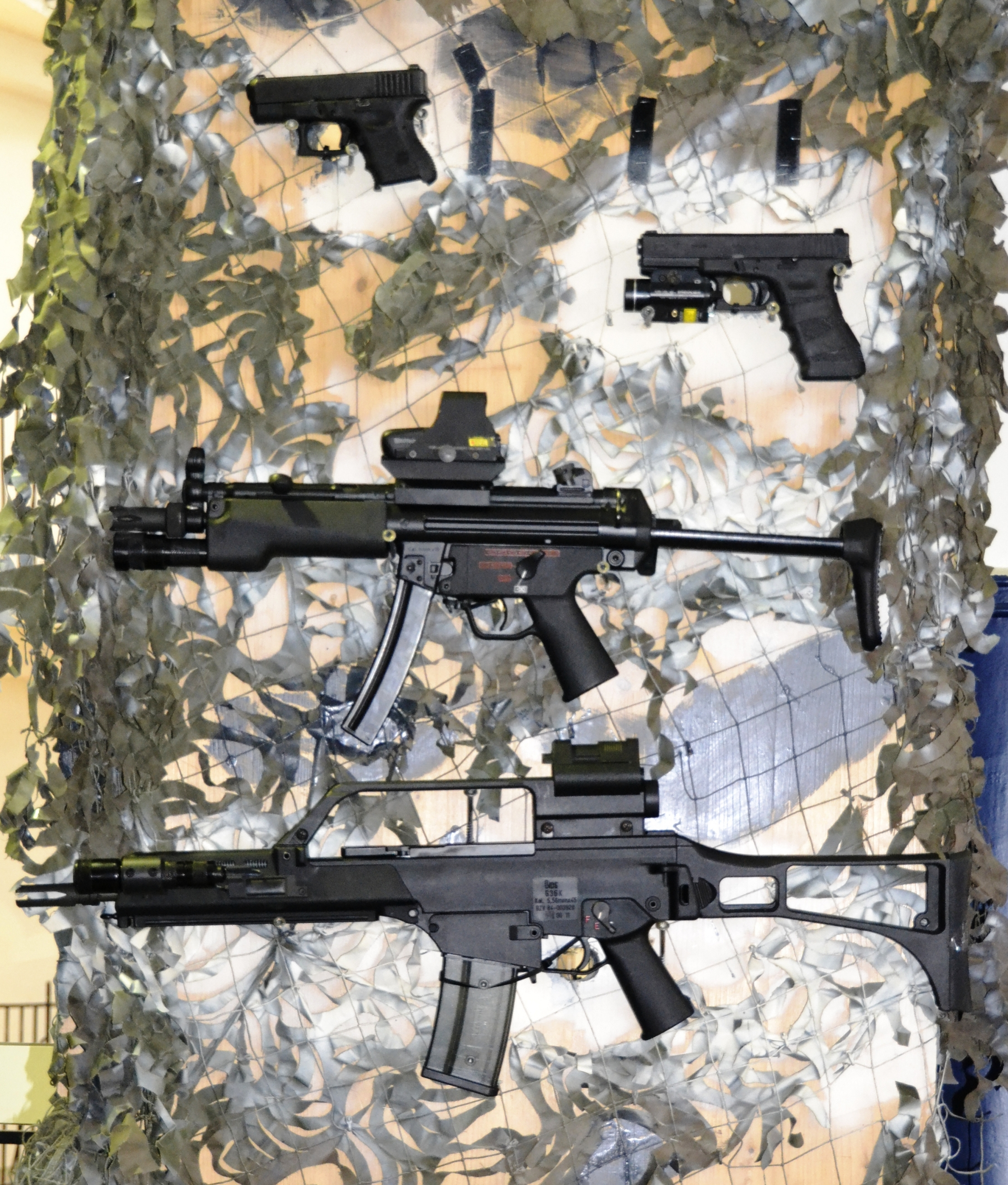
Waffen der ZUZ (v. unten): HK G36K, HK MP5 und Glock-Pistolen

Die ZUZ gilt als eine der am modernsten ausgerüsteten Einheiten ihrer Art, wobei dies darauf zurückzuführen ist, dass sie eine relativ junge Spezialeinheit ist.
Neben einem umfangreichen Fuhrpark mit einer Vielzahl an Sonderfahrzeugen verfügt die ZUZ über ein mit anderen Einheiten vergleichbares Waffenarsenal. In der Regel kommen Waffen von Heckler & Koch und Glock zum Einsatz. Die Standard-Mitteldistanzwaffe ist derzeit das HK416. Als Kurzwaffe kommt die Glock 17 mit Rotpunktvisier und Laser-Licht-Modul zum Einsatz.
Bewaffnung und Ausrüstung:
Beispiele für Bewaffnung der ZUZ:
Sturmgewehr HK416
Pistole Glock 17, Glock 19
Maschinenpistole MP5
Gewehr HK G28
Schrotflinten von Benelli und Beretta
Verschiedene Präzisionsgewehre und Sonderwaffen wie z. B. Granatwerfer, Schrotflinten etc.
Ferner verfügt die ZUZ über ein großes Spektrum an Sonderausrüstung.

## Geschichte
Über Einsätze der ZUZ wird wenig bekannt, obwohl sie aufgrund diverser Zoll- und Betrugsbekämpfungsabkommen innerhalb der EU auch im innereuropäischen Ausland tätig werden kann, in seltenen Fällen sogar weltweit.
Dass so wenig über die Einsätze bekannt wird, liegt unter anderem daran, dass die Beamten der ZUZ oft die Aufschrift Polizei auf ihren beschusshemmenden Westen tragen. Dies dient dazu, dass jeder die Beamten als Vollzugsbeamte identifizieren kann. Durch diesen Umstand kann es sein, dass ein Einsatz der ZUZ in der Presse als SEK-Einsatz dargestellt wird.